# Сауседо, Виктор
Виктор Сауседо (исп. Víctor Saucedo; 1919 — 28 июля 2012) — мексиканский конник, участник Олимпийских игр 1952 года.
На Олимпийских играх 1952 года в Хельсинки, Сауседо выступал в соревнованиях по конкуру. В личном зачёте он разделил 25 место с португальцем Жозе Карвальоза и египтянином Гамалем Харессом. В командном первенстве в составе команды Мексики занял 9 место.